# Howell Cobb (Politiker, 1815)

Howell Cobb

Howell Cobb (* 7. September 1815 im Jefferson County, Georgia; † 9. Oktober 1868 in New York City) war ein US-amerikanischer Politiker. Er gehörte dem Kabinett von Präsident James Buchanan zwischen 1857 und 1860 als Finanzminister an und war Gouverneur von Georgia. Diesen Bundesstaat vertrat er sowohl im US-Repräsentantenhaus als auch im Provisorischen Konföderiertenkongress. In beiden Parlamentskammern übte er das Amt des Speaker aus.

## Frühe Jahre
Howell Cobb wurde im Jefferson County als ältestes Kind von Sarah und John Cobb geboren. Sein jüngerer Bruder Thomas Reade Rootes Cobb wurde später ein bekannter Jurist und Brigadegeneral in der Armee der Konföderation. Um 1819 zog die Familie nach Athens, wo Howell Cobb die University of Georgia besuchte und diese 1834 abschloss. Im Jahr 1836 wurde er als Anwalt zugelassen, ein Jahr nachdem er seine Frau Mary Ann Lamar geheiratet hatte. Aus dieser Ehe gingen zwölf Kinder hervor, von denen sechs bereits früh starben.

## Politik

### Repräsentantenhaus

Howell Cobb

Obwohl Howell Cobb ein gefragter Anwalt war, wollte er sich lieber politisch engagieren. Wie bereits sein Vater John Cobb zuvor war er ein Anhänger der Ideen von Andrew Jackson. Schon früh verfeinerte er an der Universität seine rhetorischen Fähigkeiten in Debattierrunden. Im Jahr 1837 wurde er in den obersten Gerichtshof des Staates Georgia gewählt, dem er bis 1841 angehörte. Ein Jahr später wurde er bei der Wahl des 28. Kongresses als Kandidat der Demokraten aufgestellt und in das Repräsentantenhaus gewählt. Diesem hatte bereits sein gleichnamiger Onkel, Howell Cobb, von 1807 bis 1812 angehört.
Schon in seiner ersten Amtszeit wurde er Vorsitzender des House Committee on Mileage; insgesamt wurde er drei Mal wiedergewählt. Im Kongress unterstützte er Präsident James K. Polk bei der Führung des Mexikanisch-Amerikanischen Krieg. Er war außerdem ein Befürworter zur Beibehaltung der Sklaverei und war deswegen in viele kontroverse Debatten darüber verwickelt. Mit seinem engagierten Eintreten für die Interessen des Südens verärgerte er aber viele seiner Parteifreunde, die sich später dafür rächten, indem sie versuchten seine Karriere zu blockierten. In seiner letzten US-Amtszeit war er von 1849 bis 1851 der Sprecher des Repräsentantenhauses. Als der Kompromiss von 1850 vereinbart wurde, ließ er sich von diesem überzeugen und setzte sich zusammen mit  Alexander H. Stephens und Robert Toombs (Whigs) dafür ein, diese Vereinbarung auch bundesweit durchzusetzen.

### Gouverneur
Im Jahr 1851 verließ er den Kongress und wurde noch in demselben Jahr zum Gouverneur von Georgia gewählt. Die Unterstützung der Demokraten und der Whigs, die beide den Kompromiss von 1850 befürworteten, sicherte ihm, dem Anführer dieser Pro-Kompromiss-Koalition, den Gewinn der Gouverneurswahl. Da aber die Anhänger der Sklaverei ihm den Kompromiss noch immer nicht verziehen hatten, gestaltete sich seine Politik von Anfang als schwierig. Als Stephens und Toombs ihm dazu auch noch die Unterstützung der Whigs verwehrten (er hatte zuvor versucht, die beiden davon zu überzeugen, den Demokraten beizutreten), war er politisch vollkommen isoliert. Er trat daraufhin vom Amt des Gouverneurs zurück und widmete sich wieder seinem Privatleben.

### Rückkehr
Am 4. März 1855 wählte man ihn in den 34. Kongress und er übernahm den Posten des Finanzministers im Kabinett Buchanan. Diese Position hielt er bis zu seinem Rücktritt im Dezember 1860. Im Jahr 1860 bewarb er sich bei den Vorwahlen erfolglos als demokratischer Präsidentschaftskandidat.

## Sezessionskrieg

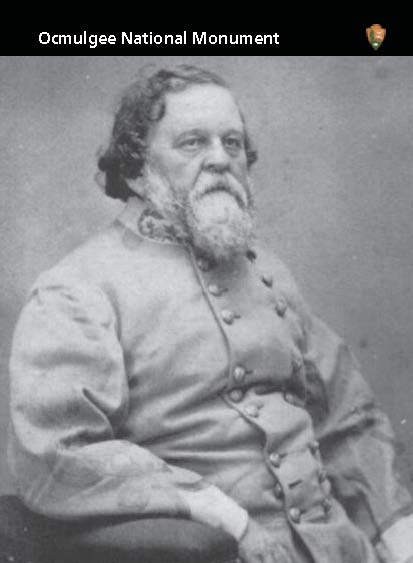
Howell Cobb in Generalsuniform der konföderierten Armee (1865)

Nach seinem Rücktritt stellte er sich der Konföderation zur Verfügung und wurde am 24. Februar 1861 in Montgomery (Alabama) zum Präsidenten der Verfassunggebenden Versammlung des neuen Staatenbundes gewählt. Cobb wurde auch für das Präsidentenamt in Betracht gezogen, aber anhaltende Feindseligkeiten unter den Radikalen der Südstaatenpolitiker verhinderten seine Berufung auf diesen Posten. Am Ende seiner Amtszeit trat er in die konföderierte Armee ein. Er begann seinen Dienst als Oberst der 16th Georgia Infantry und machte während des Bürgerkriegs rasch Karriere. Am 13. Februar 1862 wurde er Brigadegeneral und am 9. September 1863 Generalmajor. Er diente in Virginia während des Halbinselfeldzugs und der Siebentageschlachten. Im Oktober 1862 wurde er nach Florida versetzt und übernahm im September 1863 das Kommando über die Miliz des Bundesstaates Georgia. Seine Brigade spielte eine wichtige Rolle im Kampf um Crampton Gap während der Schlacht am South Mountain am 14. September 1862. Am 20. April 1865 wurde er bei Macon von Unionstruppen gefangen genommen und als Kriegsgefangener inhaftiert. Er starb vier Jahre später in New York und wurde in Athens (Georgia) beigesetzt.